# 郭兴虎
郭兴虎（1938年5月12日—2016年7月18日），印度尼西亚华裔德国籍记者和作家。

## 生平
郭兴虎1938年出生于雅加达，是印度尼西亚著名出版商、作家和记者郭克明之子。他在荷兰和印度尼西亚上学后，于1956年毕业并获得高中文凭。
1961年之前在莱比锡学习新闻学，并作为讲师和自由记者工作到1965年。1965年之前，他还在中国驻东柏林大使馆担任翻译。
由于他公开质疑社会主义以及帮助朋友偷渡到西柏林，1965年被判处7年半的监禁，并在包岑二号监狱中度过了六年。1970年，郭兴虎在单独监禁中试图自杀。
1972年，他被德意志联邦共和国保释，首先在西柏林的阿克塞尔·斯普林格集团《世界报》社担任政治编辑，1974年与德国人Anita Tykve结婚。从1979年开始在斯图加特担任政治编辑。他对朝鲜特别感兴趣，出版了几本有关朝鲜的书籍。
在德国南部期间，他创立了以他妻子名字命名的安妮塔·泰克维出版社（Anita Tykve Verlag）。他专门研究有关东德的文学。1990年，柏林墙倒塌后，他第一次带着出版社重返首届莱比锡另类书展，并在那里朗读了他的著作《包岑的华人——被斯塔西剥夺的2675个夜晚》。
1992年秋，郭兴虎在柏林地方法院为自己的监禁争取平反。然而，由于他无法证明德国统一社会党直接控制了诉讼程序，德国统一社会党的继承者民主社会主义党要求郭兴虎支付近11,000马克的律师费。
20世纪90年代中期，郭兴虎在共产主义受害者纪念图书馆担任新闻和公关职员。后来他去了荷兰几年。他的故事在荷兰引起了很多关注。2008年，他返回德国注销了他的出版社。
郭兴虎最后居住在柏林，于2016年7月17日或18日去世（不同出版物给出的死亡日期不同）。他已婚并育有两个儿子。他的妻子于2015年去世。